# Мишел Боарон
Мишел Боарон (на френски: Michel Boisrond) е френски режисьор и сценарист.

## Биография
Ученик на Жан Деланоa, Жан Кокто и Рене Клер, Мишел Боарон дебютира като режисьор през 1955 г. с „Това свещено момиче“ с участието на Бриджит Бардо.
Творбите му обикновено попадат в жанра на романтичната комедия.

## Избрана филмография
| Година | Филм                          | Оригинално заглавие          |
| ------ | ----------------------------- | ---------------------------- |
| 1957   | Парижанката                   | Une Parisienne               |
| 1959   | Искате ли да танцувате с мен? | Voulez-vous danser avec moi? |
| 1959   | Пътят на младостта            | Le chemin des écoliers       |
| 1959   | Три наранени жени             | Faibles Femmes               |
| 1963   | Търсете идола                 | Cherchez l'idole             |
| 1968   | Особен урок                   | La Leçon particulière        |